# Maaike Schoorel
Maaike Schoorel (Santpoort, 1973) is een Nederlandse kunstschilderes.
Ze studeerde aan de Rietveld Academie en aan het Royal College of Art in Londen en heeft enkele jaren in Londen gewoond en gewerkt.
In het internationale kunstcircuit is ze een van de opkomende namen. Haar werk bevindt zich onder andere in de collectie van het Stedelijk Museum en de Saatchi Gallery.
Voor haar schilderen maakt ze gebruik van klassieke Nederlandse thematiek, zoals het groepsportret, het strandgezicht en het stilleven. Op het eerste gezicht zijn deze voorstellingen niet zodanig te herkennen, want ze zijn uiterst minimaal geschilderd. Pas na een langere tijd aanschouwen dringen de beelden zich aan de kijker op. Met haar werk 'dwingt' ze de toeschouwer tot stilstand en concentratie.
- Gemeinsame Normdatei: 132880857
- International Standard Name Identifier: 0000 0000 2270 6152
- Nationale Bibliotheek van Israël: 987012095564005171
- RKD-Nederlands Instituut voor Kunstgeschiedenis: 131042
- SNAC: w6cg22xr
- Système universitaire de documentation: 261606506
- Union List of Artist Names: 500356213
- Virtual International Authority File: 28243959
- WorldCat: E39PBJbRmPR6G7vJKKr6tCHV4q